# Moneygall
Moneygall (en gaélico:Muine Gall) es un pueblo en la frontera entre los condados de Tipperary y Offaly en la República de Irlanda. Está al borde de la carretera M7 que une Dublín con Limerick. La mayor parte del pueblo se encuentra en el condado de Offaly, pero el campo de la Gaelic Athletic Association está en el condado de Tipperary y Moneygall participa en el campeonato de hurling de Tipperary. En las elecciones generales de 2011, Moneygall formó parte de la circunscripción de Tipperary Norte. En el censo de 2006 tenía una población de 298. Moneygall tiene una iglesia (católica), cinco tiendas, oficina de correos, una escuela nacional, comisaría de la Garda Síochána y dos pubs. La parroquia más próxima de la Iglesia de Irlanda, Church, Borrisnafarney se encuentra a 3 kilómetros del pueblo en Loughton Demense.

## Personajes
Falmouth Kearney, tatarabuelo de la madre del Presidente Barack Obama, emigró de Moneygall a Nueva York en 1850 a la edad de 19 años, huyendo del hambre que asoló su país. Después se trasladó al condado de Tipton, en Indiana. Joseph, padre de Falmouth, había sido zapatero en Moneygall y después un próspero comerciante. Toda la familia Kearney emigró al condado de Ross en Ohio durante la primera mitad del siglo XIX. La hija más pequeña de Falmouth Kearney, Mary Ann, se trasladó de Indiana a Kansas tras la muerte de su padre en 1878. Mary Ann Kearney es la abuela paterna de Stanley Dunham, abuelo materno del presidente Obama. que visitó el pueblo el 23 de mayo de 2011. 
|                           |
| Barack Obama en Moneygall |

|                                |
| Michelle Obama sirve una stout |

## Transporte

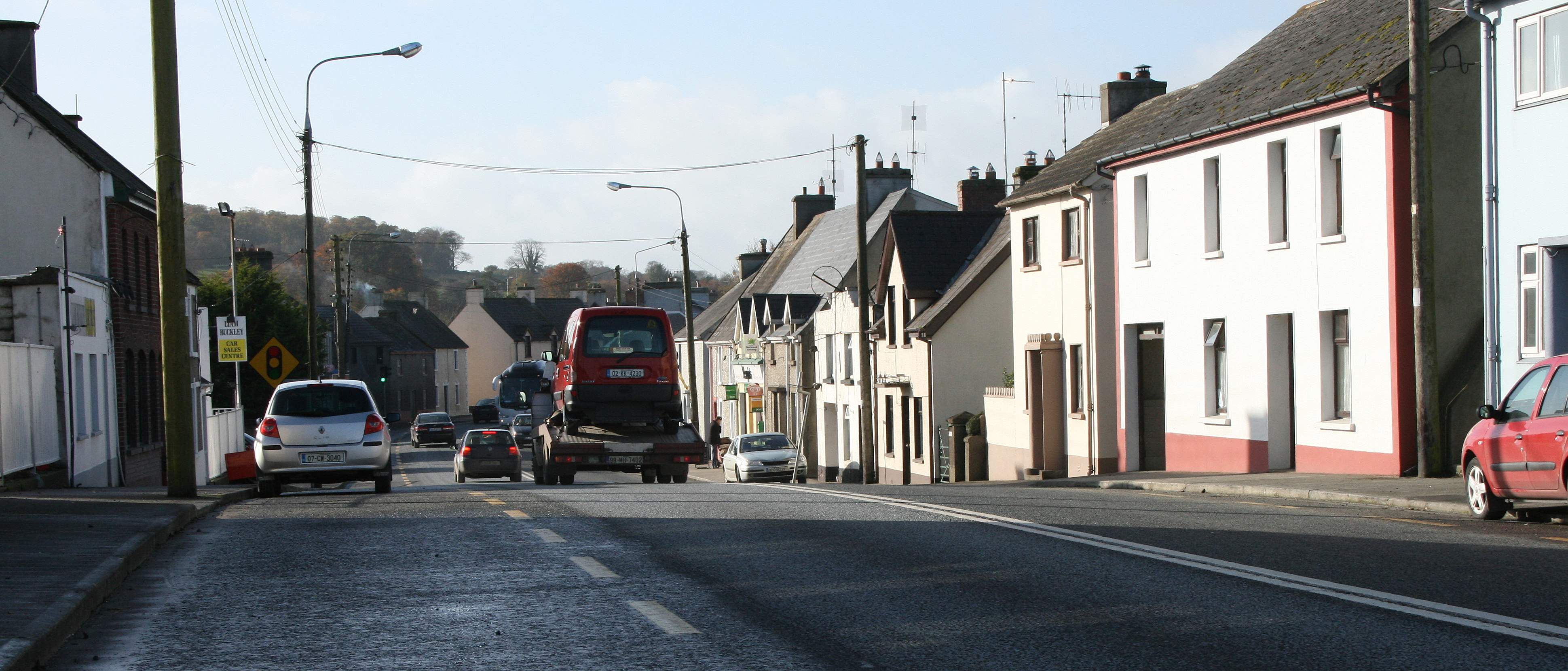
La carretera entre Limerick y Dublín pasa por Moneygall

La carretera nacional M7 pasa por el pueblo. La salida 23 de la M7 se encuentra al este de la población.
La ruta 12 de la empresa nacional de autobuses Bus Éireann, entre Limerick y Dublín pasa por Moneygall. Hay servicios cada hora, por lo que el pueblo está bien comunicado. No hay estación de ferrocarril y las más próximas son las de Nenagh, Cloughjordan y Roscrea, en la ruta entre Ballybrophy y Limerick, secundaria de la que va de Cork a Dublín y que opera Iarnród Éireann. Hay dos pistas de aterrizaje cercanas, una de las cuales es el Aeródromo de Moneygall El aeropuerto con vuelos regulares más cercano es el Aeropuerto Internacional de Shannon en el Condado de Clare. El Aeropuerto de Dublín es fácilmente accesible gracias a los servicios directos de Bus Eireann.

## Educación
En el pueblo hay una escuela nacional (católica), la n.º 1. La escuela de la Iglesia de Irlanda (n.º 2), que en la actualidad se utiliza como salón parroquial, se construyó en 1888 junto a Borrisokane y fue cerrada 1976, año en que los alumnos se transfirieron a la vecina población de Cloughjordan. Con anterioridad se utilizó como escuela otro edificio, construido alrededor de 1800. Después la comunidad local de la Iglesia de Irlanda lo utilizó como capilla hasta finales de la década de 1970. Hoy en día es una residencia privada. Para la educación secundaria, los niños acuden a Roscrea o a Nenagh.  Los centros de educación universitaria más próximos son el Tipperary Institute en Thurles o la Universidad de Limerick, el Instituto de Tecnología de Limerick y el Colegio de María Inmaculada, todos ellos en Limerick.